# Marthamyces desmoschoeni
Marthamyces desmoschoeni är en svampart som först beskrevs av P.R. Johnst., och fick sitt nu gällande namn av Minter 2003. Marthamyces desmoschoeni ingår i släktet Marthamyces och familjen Rhytismataceae.   Inga underarter finns listade i Catalogue of Life.